# Ava-ceremonin

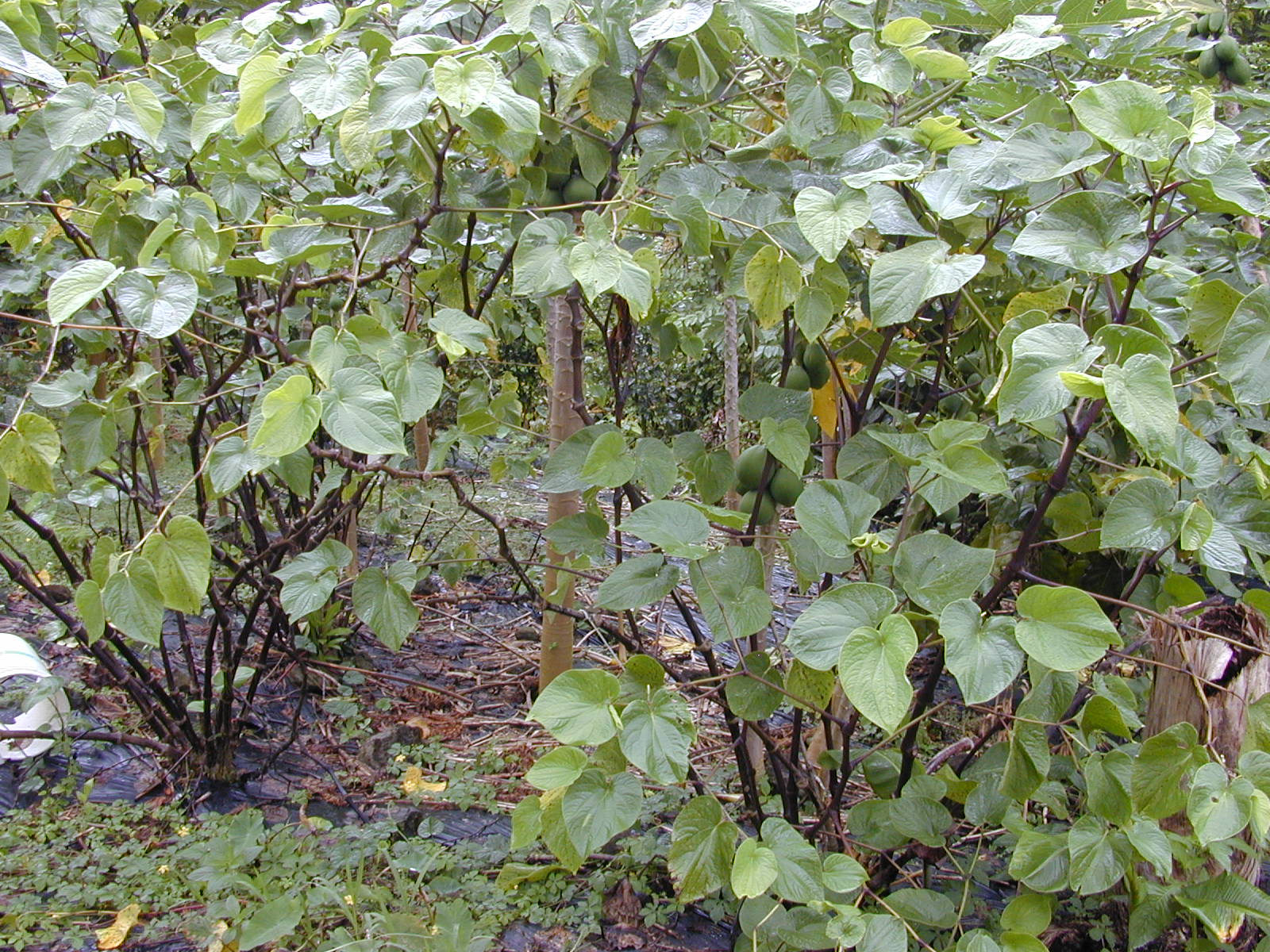
Växten kava.

‘Ava-ceremonin är en traditionell kulturell ritual i stora delar av Stilla havet. Ceremonin kan liknas vid fredspipan och den japanska teceremonin.

## Namnvariationer
Namnet kava syftar såväl på växten som på drycken och skiftar i olika områden
- ‘Ava - Samoaöarna
- ‘Awa - Hawaiiöarna
- Kava - Polynesien
- Kawa - Polynesien
- Sakau - Pohnpei
- Yagona - Fijiöarna

## Ceremonin
Ceremonin hålls i syfte att visa vänskap och välkomna och initiera en eller flera besökare. Under ritualen tillreds kavaväxtens aromatiska rötter rituellt till dryck som sedan delas bland de närvarande. Ceremonin varierar något i de olika områdena, utifrån detta grundmönster:
En speciell person "taupou" (i regel en kvinna) finmaler rötterna till pulver i en "tanoa" (även kumete, en skål med 4 till 6 fötter där 1 fot är större än övriga och ska vara närmast taupoun). Pulvret blandas sedan med vatten.
Denna nu bruna och lite skummande dryck hälls sedan upp i en "ipu" (mugg av kokospalmträ). Ipun lämnas sedan från person till person till den som är längst bort från tanoan.
När denne har druckit upp räcks ipun tillbaka till taupun som bereder en ny tanoa som sedan räcks till personen näst längst bort och proceduren upprepar sig.

## Historia
Ceremonin var från början endast ämnad för att välkomna besökande matais (lokal hövding) från en annan by och traditionen bjöd att endast män fick delta (förutom en taupou). Genom seklerna har detta mjukats upp till att nu omfatta alla besökare och varierande sammanhang.
Saua på ön Ta'ū i Amerikanska Samoa anses vara den plats där ‘Ava-ceremonin utfördes för första gången.
Ava-ceremonin har fortsatt stor betydelse och inleder än idag även stora och formella möten.